# Тімірово (Туймазинський район)
Тімі́рово (рос. Тимирово, башк. Тимер) — присілок у складі Туймазинського району Башкортостану, Росія. Входить до складу Гафуровської сільської ради.
Населення — 132 особи (2010; 115 у 2002).
Національний склад:
- башкири — 70 %

Стара назва — Тімерово.